# Robert Stalnaker
Robert Culp Stalnaker (* 1940) ist ein US-amerikanischer Philosoph.
Er ist der Inhaber der Laurance S. Rockefeller-Professur für Philosophie am Massachusetts Institute of Technology. Seine Arbeiten beschäftigen sich vor allem mit den philosophischen Grundlagen der Semantik und der Sprachpragmatik, der Entscheidungstheorie und der Spieltheorie, mit der Philosophischen Logik, der Theorie von Konditionalsätzen, der Erkenntnistheorie und der Philosophie des Geistes. Diese Arbeitsgebiete sind fokussiert um das Problem der Intentionalität: „was es bedeutet, die Welt sowohl in Sprache als auch im Gedenken zu repräsentieren“ (deutsch: „what it is to represent the world in both speech and thought.“).

## Leben und Karriere
Seinen BA erwarb er an der Wesleyan University, sein Ph.D. erhielt er 1965 von der Princeton University. Doktorvater war Stuart Hampshire, obwohl er dem Vernehmen nach mehr von Carl Hempel, damals Mitglied des Lehrkörpers, beeinflusst gewesen sein soll. Stalnaker unterrichtete kurzzeitig an der Yale University und der University of Illinois, bevor er viele Jahre an Sage School of Philosophy at Cornell University tätig war, bis er schließlich in den späten 1980er Jahren ans MIT kam. zu seinen Schülern zählt u. a. Jason Stanley. Er hat vier Monographien und zahlreiche Aufsätze in zentralen Fachzeitschriften veröffentlicht. 1992 wurde er in die American Academy of Arts and Sciences gewählt. 2007 hielt er die John Locke Lectures an der Oxford University unter dem Titel Our Knowledge of the Internal World. 2013 wurde er als korrespondierendes Mitglied in die British Academy aufgenommen.

## Werk
In seinem bisherigen Gesamtwerk bietet Stalnaker eine naturalistische Erklärung der Intentionalität, die die Repräsentation unter Verwendung von Kausal- und Modalbegriffen erklärt.
Neben Saul Kripke, David Lewis, und Alvin Plantinga ist Stalnaker einer der einflussreichsten Vertreter einer philosophischen Interpretation der formalen Semantik möglicher Welten. Seiner Position zufolge könnte die aktuale Welt auch andere Verläufe genommen haben, so dass mögliche Welten die Eigenschaften und Zustände bestimmen, die die aktuale hätte einnehmen können. Hierin grenzt er sich von David Lewis’ modalen Realismus ab, dem zufolge mögliche Welten in ihrer Möglichkeit von der aktualen Welt unabhängig sind und ohne weiteres neben dieser als konkrete Gegenstände vorgestellt werden dürfen.
Darüber hinaus verwendet Stalnaker mögliche Welten, um die Semantik der natürlichen Sprache zu untersuchen, insbesondere Kontrafaktische Konditionale, Präsuppositionen und indikativische Konditionalsätze. Seine Ansicht, dass die nötigen gemeinsamen Bedingungen der Kommunikation (der Common Ground) für Aussagen gerade die Fälle, in denen der Aussageinhalt falsch ist, ausschließt, stellte einen wichtigen Anstoß für kürzliche Debatten Semantik und Pragmatik dar, insbesondere für den sogenannten dynamic turn.

## Veröffentlichungen (Auswahl)
- Inquiry, MIT Press, 1987. ISBN 0-262-69113-2.
- Context and Content: Essays on Intentionality in Speech and Thought Oxford University Press, 1999. ISBN 0-19-823707-3.
- Robert Stalnaker: Ways a world might be: metaphysical and anti-metaphysical essays. Clarendon, Oxford 2003, ISBN 0-19-925149-5.
- Our Knowledge of the Internal World, Oxford University Press, 2008. ISBN 0-19-954599-5.